# Skyworth

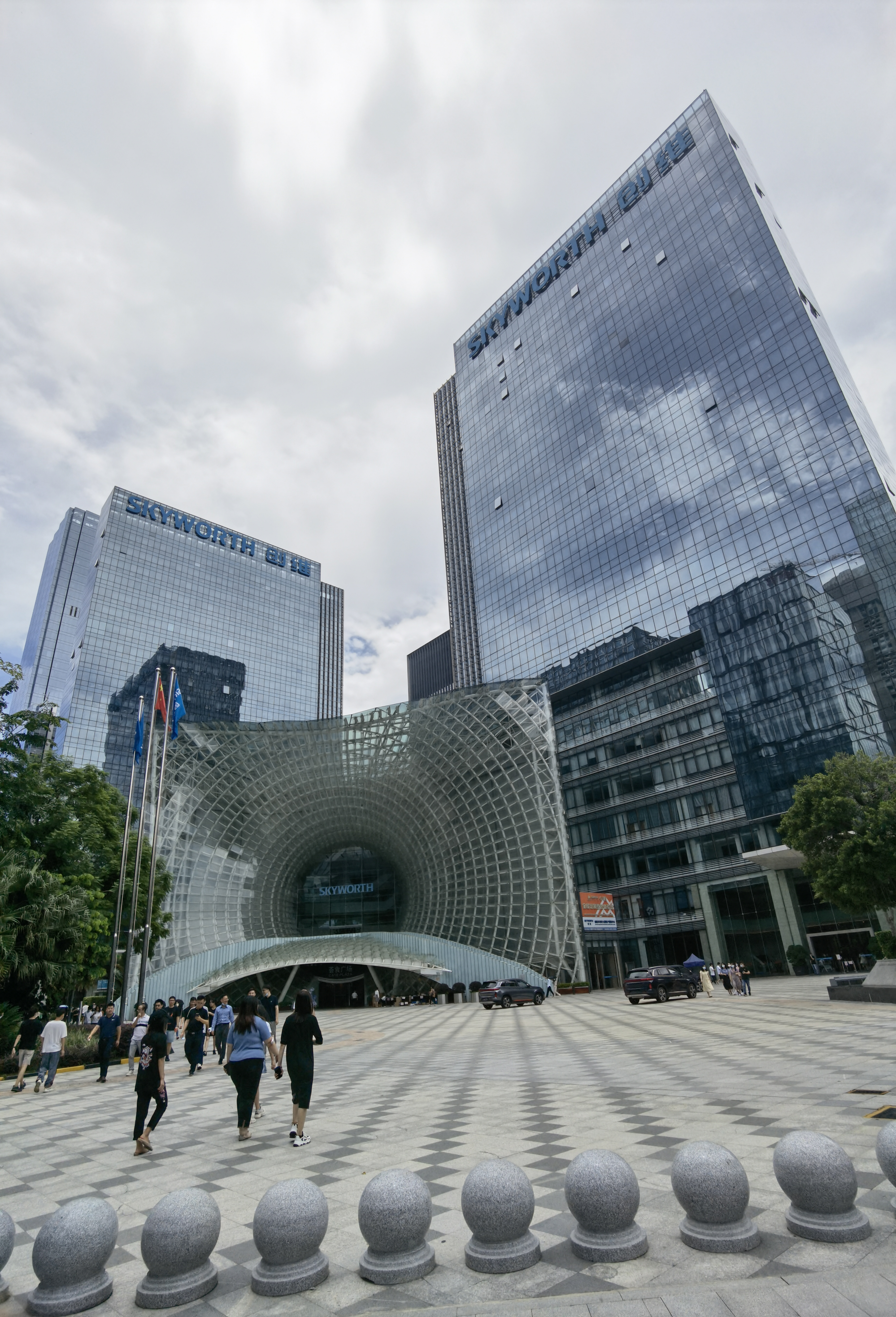
Hauptquartier in Shenzhen

Skyworth (chinesisch 創維 / 创维, Pinyin chuāngwéi), offiziell englisch Skyworth Group Limited, ist eine chinesische Holding-Gesellschaft.
Das Unternehmen sieht sich selbst als „marktführender TV-Hersteller in China“ und beschäftigt weltweit rund 38.000 Mitarbeiter, von denen etwa 30.000 im Geschäftsbereich TV-Geräte tätig sind. Anfang 2015 wurde in Deutschland aus der insolventen Metz Werke GmbH & Co. KG die TV-Sparte übernommen. Zum Portfolio gehört auch die Smart-TV-Marke Coocaa.
Im Geschäftsjahr 2019 erwirtschaftete die Holding einen Gesamtumsatz von 37,277 Mrd. RMB¥, was auf Basis des Umrechnungskurses zum Jahresende 2019 einer Leistung von 4,771 Mrd. Euro entspricht.